# Frankfurt (Main) Ostbahnhof
Frankfurt (Main) Ostbahnhof – regionalny dworzec kolejowy we Frankfurcie nad Menem.